# وست ویرهم (ماساچوست)
وست ویرهم (به انگلیسی: West Wareham) یک منطقهٔ مسکونی در ایالات متحده آمریکا است که در شهرستان پلیموث، ماساچوست واقع شده‌است. وست ویرهم ۹٫۸ کیلومتر مربع مساحت و ۲٬۰۶۴ نفر جمعیت دارد و ۱۸ متر بالاتر از سطح دریا واقع شده‌است.